# Nationella parlamentsbiblioteket

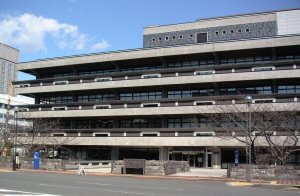
Nationella nationalibliotekets huvudbyggnad i Tokyo

Nationella parlamentsbiblioteket (NDL) (japanska: 国立国会図書館, Kokuritsu Kokkai Toshokan) är Japans nationalbibliotek. Biblioteket är främst ett forskarbibliotek. Det är ett pliktbibliotek, och förvarar alltså ett exemplar av varje trycksak som getts ut i Japan i modern tid. 
Biblioteket öppnade 1948 med en samling på 100 000 volymer. Kokuritsu Kokkai Toshokan slogs 1949 samman med nationalbiblioteket (tidigare kallat kejserliga biblioteket) och blev då det enda nationalbiblioteket i Japan. Vid den tidpunkten utvidgades samlingarna med en miljon volymer.
Nationella parlamentsbiblioteket flyttade in i sina nuvarande installationer intill parlamentsbyggnaden 1961. Ett annex stod klart 1986 med kapacitet för tolv miljoner böcker och tidskrifter. Kansai-kan (Kansaibiblioteket), som öppnade 2002 i Kansai Science City (Seika, Soraku distrikt, Kyoto prefektur), har en samling som omfattar sex miljoner volymer. Kokuritsu Kokkai Toshokan öppnade ett nytt bibliotek 2002, Internationella barnboksbiblioteket, i det förra kejserliga biblioteket i Ueno park. Det innehåller 400 000 volymer av barnlitteratur från hela världen.